# Hélder Câmara (enxadrista)
Hélder Câmara e também referido como MI Hélder Câmara (Fortaleza, 7 de fevereiro de 1937 - São Paulo, 20 de fevereiro de 2016) foi um enxadrista brasileiro, escritor e criador da Defesa Câmara. É irmão do enxadrista bicampeão brasileiro Ronald Câmara e sobrinho do Arcebispo Dom Hélder Câmara. Detém o título vitalício de Mestre Internacional outorgado pela FIDE durante o torneio Zonal Sul Americano realizado em São Paulo, em 1972.

## Trajetória
Hélder Câmara nasceu em Fortaleza no Ceará em 1937, transferiu-se para o Rio de Janeiro no final da década de 1950, e foi campeão carioca em 1958, 1960 e 1961 e campeão brasileiro em 1963. No Rio de Janeiro trabalhou no Jornal dos Sports escrevendo uma coluna sobre xadrez.
Em 1967 mudou-se para São Paulo conquistando o campeonato brasileiro e paulista de 1968. Foi trabalhar no Jornal O Estado de São Paulo também escrevendo sobre xadrez. O mestre internacional de xadrez acabou sendo perseguido e preso injustamente por um mês, em 1971 em São Paulo por agentes da ditadura, acusado de subversão pelo simples fato de ser sobrinho e homônimo do Arcebispo Dom Hélder Câmara.Integrou a equipe olímpica brasileira em Lugano (Suíça), em 1968; Siegen (Alemanha), em 1970; Skopie (Iugoslávia), em 1972; Nice (França), em 1974; La Valetta (Malta), em 1980; Tessalônica (Grécia), em 1984.

### Defesa Câmara
Criador da Defesa Câmara que se encontra na The Encyclopaedia of Chess Openings registrada como  Defesa Brasileira , fato que nunca agradou o enxadrista.
| “               | Não é Defesa Brasileira, é Defesa Câmara. | ” |
| — Hélder Câmara |                                           |   |

## Conquistas
- Campeão cearense aos 17 anos de idade.[2]
- Campeão carioca em 1958, 1960 e 1961.[2]
- Campeão paulista em 1968.[2]
- Vice-campeão brasileiro em 1961, 1964, 1966 e 1969.[2]
- Campeão brasileiro em 1963 e 1968.[2]

### Recordes
- Recordista brasileiro de simultâneas às cegas, em torneio realizado no Jacarepaguá Tênis Club, Rio de Janeiro, contra doze enxadristas, em 1965.

## Obras
- Caíssa (crônicas) (2006)[2][8]
- Diagonais: crônicas de xadrez (1996)[2]
- 100 crônicas de xadrez (2014)[9]